# Doris Hart

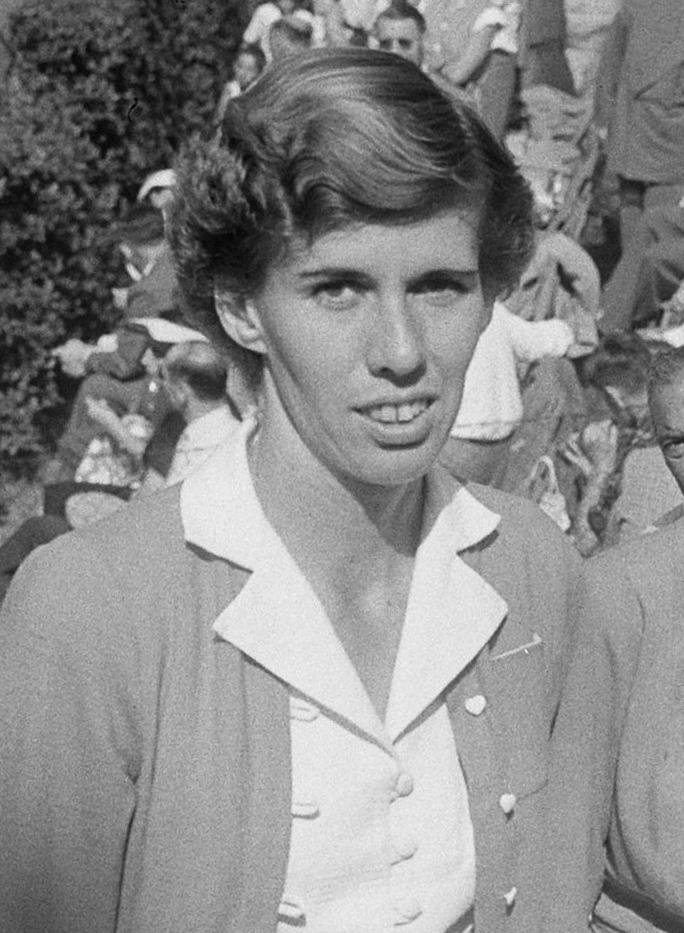
Doris Hart (1953)

Doris Jane Hart (* 20. Juni 1925 in St. Louis, Missouri; † 29. Mai 2015 in Coral Gables, Florida) war eine US-amerikanische Tennisspielerin. Neben Margaret Smith Court und Martina Navrátilová ist Hart eine von drei Spielerinnen, die in Einzel, Doppel und Mixed jeden möglichen Grand-Slam-Titel mindestens einmal gewannen.

## Karriere
Ihren ersten Grand-Slam-Titel gewann Doris Hart bei den Australian Open im Jahr 1949. 1950 und 1952 gewann sie das Dameneinzel bei den French Open, 1951 siegte sie in Wimbledon und bei den US Open triumphierte sie 1954 und 1955.
Im Doppel siegte sie, meist mit Shirley Fry, in Wimbledon vier Mal (1947, 1951, 1952, 1953), bei den französischen Meisterschaften 1948 und 1950, 1951, 1952 und 1953 sowie bei den US-amerikanischen Meisterschaften 1951, 1952, 1953 und 1954. In Australien gewann sie „nur“ 1950.
Auch im Mixed war sie sehr erfolgreich und gewann mit Frank Sedgman und Vic Seixas insgesamt 15 Titel bei Grand-Slam-Turnieren.
Im Jahr 1956 beendete sie ihre Karriere. Mit 35 Grand-Slam-Titeln gehört sie zu den erfolgreichsten Spielerinnen des Tennissports. Doris Hart starb am 29. Mai 2015 im Alter von 89 Jahren in ihrem Zuhause in Coral Gables, Florida.